# Longlou (köpinghuvudort i Kina, Hainan Sheng, lat 19,66, long 110,96)
Longlou är en köpinghuvudort i Kina. Den ligger i provinsen Hainan, i den södra delen av landet, omkring 78 kilometer sydost om provinshuvudstaden Haikou. Antalet invånare är 20 427. Befolkningen består av 10 071 kvinnor och 10 356 män. Barn under 15 år utgör 18,0 %, vuxna 15-64 år 70 %, och äldre över 65 år 11,0 %.
Närmaste större samhälle är Dongjiao, 14,4 km sydväst om Longlou. 
Genomsnittlig årsnederbörd är 2 236 millimeter. Den regnigaste månaden är september, med i genomsnitt 359 mm nederbörd, och den torraste är januari, med 39 mm nederbörd.